# ارباب (فیلم)
ارباب (انگلیسی: Overlord) یک فیلم جنگی و ترسناک به کارگردانی جولیوس ایوری است که در سال ۲۰۱۸ منتشر شد. از بازیگران آن می‌توان به وایت راسل، پیلو اسبک، جیکوب اندرسون، جان ماگارو، و بوکیم وودبین اشاره کرد.

## خلاصه داستان
دو چترباز در روز نبرد نرماندی پس از سقوط هواپیمای حامل آن‌ها، در پشت خطوط دشمن گیر افتاده‌اند. آن‌ها ماموریتی دریافت می‌کنند که باید برج‌های رادیویی آلمان را در نرماندی از کار بیندازند. زمانی که آن‌ها روستای محل این ایستگاه‌های رادیویی را پیدا می‌کنند که توسط نازی‌ها اشغال شده، متوجه می‌شوند که این عملیات، یک عملیات ساده نظامی نیست و علاوه بر اینکه باید با نیروهای آلمانی مبارزه کنند، باید با نیروهای فراطبیعی که توسط آلمان نازی برای حفاظت از مرزها و مناطق جنگی ساخته شده‌اند نیز مقابله و مبارزه کنند…